# Nycterosea quadrisecta
Nycterosea quadrisecta là một loài bướm đêm trong họ Geometridae.